# Bosnië en Herzegovina op de Olympische Zomerspelen 1996
Bosnië en Herzegovina nam deel aan de Olympische Zomerspelen 1996 in Atlanta, Verenigde Staten. De voormalige Joegoslavische republiek won geen medailles.

## Deelnemers en resultaten

### Atletiek
| Olympiër    | Discipline            | Resultaat | Prestatie |
| ----------- | --------------------- | --------- | --------- |
| Islam Đugum | marathon (m)          | 107e      | 2:47.38   |
|             |                       |           |           |
| Kada Delić  | 10km snelwandelen (v) | 38e       | 48.47     |

### Judo
| Olympiër        | Discipline | Resultaat | Prestatie |
| --------------- | ---------- | --------- | --------- |
| Davor Vlaškovac | -71kg (m)  | 33e       |           |

### Kanovaren
| Olympiër        | Discipline     | Resultaat | Prestatie |
| --------------- | -------------- | --------- | --------- |
| Samir Karabašić | K-1 slalom (m) | 41e       | 196,85    |

### Schietsport
| Olympiër       | Discipline                 | Resultaat | Prestatie                                             |
| -------------- | -------------------------- | --------- | ----------------------------------------------------- |
| Nedžad Fazlija | 10m luchtgeweer (m)        | 25e       | kwalificatie: 25e met 586 punten (95-98-98-98-98-99)  |
| Nedžad Fazlija | 50m geweer 3 houdingen (m) | 18e       | kwalificatie: 18e met 1163 punten (395-377-391)       |
| Nedžad Fazlija | 50m geweer liggend (m)     | 51e       | kwalificatie: 51e met 583 punten (97-100-96-96-99-95) |

### Tafeltennis
| Olympiër     | Discipline    | Resultaat | Prestatie                                                                        |
| ------------ | ------------- | --------- | -------------------------------------------------------------------------------- |
| Tarik Hodžić | enkelspel (m) | 17e       | groep L: 4e V van RUS Mazunov: 0-2 V van SWE Karlsson: 0-2 V van USA Butler: 0-2 |

### Worstelen
| Olympiër           | Discipline     | Resultaat      | Prestatie                                                                                                 |
| Grieks-Romeins     | Grieks-Romeins | Grieks-Romeins | Grieks-Romeins                                                                                            |
| ------------------ | -------------- | -------------- | --- |
| Fahr-ud-Din Hodžić | -90kg (m)      | 17e            | 1e ronde: V van UKR Oliynyk: 0-12 2e ronde: W van CAN Cox: 5-2 3e ronde: V van USA Derrick Waldroup: 0-12 |

### Zwemmen
| Olympiër       | Discipline           | Resultaat | Prestatie              |
| -------------- | -------------------- | --------- | ---------------------- |
| Janko Gojković | 100m vrije slag (m)  | 36e       | serie 2: 2e in 51,28   |
| Janko Gojković | 100m vlinderslag (m) | 41e       | serie 3: 3e in 56,11   |
|                |                      |           |                        |
| Dijana Kvesić  | 200m rugslag (v)     | 32e       | serie 1: 3e in 2.23,78 |

Afghanistan · Albanië · Algerije · Amerikaanse Maagdeneilanden · Amerikaans-Samoa · Andorra · Angola · Antigua‑Barbuda · Argentinië · Armenië · Aruba · Australië · Azerbeidzjan · Bahama's · Bahrein · Bangladesh · Barbados · België · Belize · Benin · Bermuda · Bhutan · Bolivia · Bosnië en Herzegovina · Botswana · Brazilië · Britse Maagdeneilanden · Brunei · Bulgarije · Burkina Faso · Burundi · Cambodja · Canada · Centraal-Afrikaanse Republiek · Chili · China · Chinees Taipei · Colombia · Comoren · Congo-Brazzaville · Cookeilanden · Costa Rica · Cuba · Cyprus · Denemarken · Djibouti · Dominica · Dominicaanse Republiek · Duitsland · Ecuador · Egypte · El Salvador · Equatoriaal-Guinea · Estland · Ethiopië · Fiji · Filipijnen · Finland · Frankrijk · Gabon · Gambia · Georgië · Ghana · Grenada · Griekenland · Groot-Brittannië · Guam · Guatemala · Guinee · Guinee-Bissau · Guyana · Haïti · Honduras · Hongarije · Hongkong · Ierland · IJsland · India · Indonesië · Irak · Iran · Israël · Italië · Ivoorkust · Jamaica · Japan · Jemen · Joegoslavië · Jordanië · Kaaimaneilanden · Kaapverdië · Kameroen · Kazachstan · Kenia · Kirgizië · Koeweit · Kroatië · Laos · Lesotho · Letland · Libanon · Liberia · Libië · Liechtenstein · Litouwen · Luxemburg ·  Macedonië · Madagaskar · Malawi · Malediven · Maleisië · Mali · Malta · Marokko · Mauritanië · Mauritius · Mexico · Moldavië · Monaco · Mongolië · Mozambique · Myanmar · Namibië · Nauru · Nederland · Nederlandse Antillen · Nepal · Nicaragua · Nieuw-Zeeland · Niger · Nigeria · Noord-Korea · Noorwegen · Oeganda · Oekraïne · Oezbekistan · Oman · Oostenrijk · Pakistan · Palestina · Panama · Papoea-Nieuw-Guinea · Paraguay · Peru · Polen · Portugal · Puerto Rico · Qatar · Roemenië · Rusland · Rwanda · Saint Kitts en Nevis · Saint Lucia · Saint Vincent en Grenadines · Salomonseilanden · Samoa · San Marino · Sao Tomé en Principe · Saoedi-Arabië · Senegal · Seychellen · Sierra Leone · Singapore · Slovenië · Slowakije · Soedan · Somalië · Spanje · Sri Lanka · Suriname · Swaziland · Syrië · Tadzjikistan · Tanzania · Thailand · Togo · Tonga · Trinidad en Tobago · Tsjaad · Tsjechië · Tunesië · Turkije · Turkmenistan · Uruguay · Vanuatu · Venezuela · Verenigde Arabische Emiraten · Verenigde Staten · Vietnam · Wit-Rusland · Zaïre · Zambia · Zimbabwe · Zuid-Afrika · Zuid-Korea · Zweden · Zwitserland